# 三胞集团
三胞集团，是位于中国南京的一家大型综合民营企业，现任董事长为公司创始人袁亚非。主要经营金融投资、商贸流通、信息服务、健康医疗、地产开发五大板块。

## 历史
1993年，董事长袁亚非离开南京市雨花台区政府下海创业建立公司，经过多年拼搏，将三胞集团打造成为IT零售行业领先企业，并逐渐扩展至金融、商贸、医疗及房地产等多个领域。最终成为一家综合企业公司，2016年集团年销售总额已突破1000亿元。
2017年1月10日，三胞集團以8.2億美元現金收購加拿大生物醫藥企業威朗製藥（Valeant）旗下美國生物醫藥公司Dendreon 100%股權

## 旗下企业

### 国内企业
- 宏图高科21.46%
- 王府井百貨11.25%
- 南京新百37.48%
- 南京东方福来德百货
- Brookstone中国
- 以色列納塔力
- 万威国际
- 宏图三胞
- 乐语通讯
- 宏图地产
- 安康通
- 广州金鹏
- 中国新闻周刊
- 拉手网
- 麦考林
- 美西时尚
- 妙健康
- 富通电科
- 天下支付
- 万商支付
- 万点通
- 万事得
- 天问互联
- 粤华物业51%
- 三胞国际广场

### 海外企业
- Brookstone
- Natali
- A.S.Nursing
- Dendreon

## 荣誉
连续第13年入围“中国企业500强”，并被全国工商联评为“中国民营企业500强”第19名、“中国民营服务业企业100强”第10名。